# Nils von Kantzow
báró Nils Gustav von Kantzow (Svédország, Solna község, Stockholm, 1885. augusztus 30. – Svédország, Västra Götaland megye, Herrljunga község, 1967. február 7.) olimpiai bajnok svéd tornász, nemes.
Részt vett az 1908. évi nyári olimpiai játékokon, egy torna versenyszámban, a csapat összetettben és a svéd válogatottal aranyérmes lett.
Klubcsapata a Stockholms GF volt.